# Casas de los Pinos
Casas de los Pinos là một đô thị trong tỉnh Cuenca, cộng đồng tự trị Castile-La Mancha Tây Ban Nha. Đô thị này có diện tích là 68,21 ki-lô-mét vuông, dân số năm 2009 là 537 người với mật độ 7,87 người/km². Đô thị này có cự ly 120 km so với tỉnh lỵ Cuenca.